# Wim Meutstege
Wim Meutstege  est un footballeur international néerlandais, né le 28 juillet 1952 à Deventer (Pays-Bas). 
Il a joué la deuxième mi-temps de la petite finale de l'Euro 1976 à Belgrade, victorieuse contre la Yougoslavie, 3 à 2. C'est sa seule sélection. 
En club, il a été champion des Pays-Bas en 1979 et en 1980 avec l'Ajax Amsterdam.

## Palmarès
- champion des Pays-Bas en 1979 et en 1980 avec l'Ajax Amsterdam